# Masaaki Mori
Masaaki Mori (jap. 森 正明 Mori Masaaki; ur. 12 lipca 1961 w Nagasaki) – były japoński piłkarz, reprezentant kraju.

## Kariera klubowa
Od 1984 do 1992 roku występował w klubie Fujita Industries.

## Kariera reprezentacyjna
W reprezentacji Japonii zadebiutował w 1988. W reprezentacji Japonii występował w latach 1988-1989. W sumie w reprezentacji wystąpił w 8 spotkaniach.

## Statystyki
| Reprezentacja Japonii | Reprezentacja Japonii | Reprezentacja Japonii |
| Rok                   | Mecze                 | Gole                  |
| --------------------- | --------------------- | --------------------- |
| 1988                  | 1                     | 0                     |
| 1989                  | 7                     | 0                     |
| Razem                 | 8                     | 0                     |